# Alopecosa wenxianensis
Alopecosa wenxianensis là một loài nhện trong họ Lycosidae.
Loài này thuộc chi Alopecosa. Alopecosa wenxianensis được Guo Tang et al miêu tả năm 1997..